# Persone di nome Eugene
| Questa pagina contiene informazioni ricavate automaticamente dalle voci biografiche con l'ausilio del template Bio e di un bot. L'aggiornamento è periodico e automatico e ricostruisce completamente la pagina. Se manca una persona in questa lista, sei pregato di non aggiungerla, ma accertati piuttosto che la sua voce biografica contenga il template Bio e che i dati anagrafici siano correttamente compilati. Se il template Bio manca, inseriscilo tu stesso o, in alternativa, metti l'avviso {{tmp\|Bio}} che ne segnala la mancanza. Se i dati riportati sono sbagliati, correggi direttamente la voce biografica; le modifiche saranno visibili in questa lista entro pochi giorni. Per chiarimenti vedi il progetto antroponimi. La lista contiene solo le 174 persone che sono citate nell'enciclopedia e per le quali è stato implementato correttamente il template Bio. Pagina aggiornata al 7 mar 2025. |

Questa è una lista di persone presenti nell'enciclopedia che hanno il nome Eugene, suddivise per attività principale.

## Allenatori di calcio(2)
- Eugene Chyzowych, allenatore di calcio polacco (Lutowiska, n. 1935 - Columbia, † 2014)
- Eugene Galeković, allenatore di calcio e ex calciatore australiano (Melbourne, n. 1981)

## Arcivescovi cattolici(2)
- Eugene Louis D'Souza, arcivescovo cattolico indiano (Nagpur, n. 1917 - Bhopal, † 2003)
- Eugene Antonio Marino, arcivescovo cattolico statunitense (Biloxi, n. 1934 - New Rochelle, † 2000)

## Astronauti(2)
- Eugene Cernan, astronauta statunitense (Chicago, n. 1934 - Houston, † 2017)
- Eugene H. Trinh, ex astronauta e biochimico vietnamita (Saigon, n. 1950)

## Astronomi(4)
- Eugene Chiang, astronomo statunitense (New York, n. 1973)
- Eugene Albert Harlan, astronomo statunitense (Campbell, n. 1921 - Twain Harte, † 2014)
- Eugene Parker, astronomo statunitense (Houghton, n. 1927 - Chicago, † 2022)
- Eugene Rabe, astronomo tedesco (Berlino, n. 1911 - † 1974)

## Attori(15)
- Eugene Byrd, attore statunitense (Filadelfia, n. 1975)
- Eugene Cordero, attore e doppiatore statunitense (Detroit, n. 1978)
- Eugene Robert Glazer, attore statunitense (Brooklyn, n. 1942)
- Eugene Greytak, attore statunitense (Trumbull, n. 1925 - North Tustin, † 2010)
- Gene Hackman, attore statunitense (San Bernardino, n. 1930 - Santa Fe, † 2025)
- Eugene Jackson, attore statunitense (Buffalo, n. 1916 - Compton, † 2001)
- Eugene Jones III, attore statunitense (New York, n. 1987)
- Eugene Gordon Lee, attore statunitense (Fort Worth, n. 1933 - Minneapolis, † 2005)
- Eugene Levy, attore, comico e sceneggiatore canadese (Hamilton, n. 1946)
- Gene Lockhart, attore, cantante e compositore canadese (London, n. 1891 - Santa Monica, † 1957)
- Eugene O'Brien, attore statunitense (Boulder, n. 1880 - Los Angeles, † 1966)
- Eugene Pallette, attore statunitense (Winfield, n. 1889 - Los Angeles, † 1954)
- Eugene Roche, attore statunitense (Boston, n. 1928 - Encino, † 2004)
- Eugene Simon, attore e modello britannico (n. 1992)
- Eugene Walter, attore e scrittore statunitense (Mobile, n. 1921 - Mobile, † 1998)

## Autori di videogiochi(1)
- Eugene Jarvis, autore di videogiochi, ingegnere e informatico statunitense (Palo Alto, n. 1955)

## Aviatori(2)
- Eugene Bullard, aviatore statunitense (Columbus, n. 1894 - New York, † 1961)
- Eugene Burton Ely, aviatore statunitense (Williamsburg, n. 1886 - Macon, † 1911)

## Banchieri(1)
- Eugene Meyer, banchiere e editore statunitense (Los Angeles, n. 1875 - Mount Kisco, † 1959)

## Batteristi(1)
- Gene Hoglan, batterista statunitense (Dallas, n. 1967)

## Biologi(2)
- Eugene Koonin, biologo statunitense (n. 1956)
- Eugene F. Stoermer, biologo statunitense (n. 1934 - † 2012)

## Calciatori(4)
- Eugene Ansah, calciatore ghanese (Accra, n. 1994)
- Gino Lawless, ex calciatore irlandese (Dublino, n. 1959)
- Eugene Starikov, ex calciatore statunitense (Odessa, n. 1988)
- Eugene Swen, calciatore liberiano (n. 1999)

## Cantanti(2)
- Gene Chandler, cantante statunitense (Chicago, n. 1937)
- Gene McDaniels, cantante statunitense (Kansas City, n. 1935 - Kittery Point, † 2011)

## Cantautori(1)
- Eugene McGuinness, cantautore inglese (Leytonstone, n. 1985)

## Cestisti(35)
- Gene Anderson, cestista statunitense (Crothersville, n. 1917 - Franklin, † 1999)
- Gene Banks, ex cestista e allenatore di pallacanestro statunitense (Filadelfia, n. 1959)
- Tim Bassett, cestista statunitense (Washington, n. 1951 - † 2018)
- Gene Berce, cestista statunitense (Milwaukee, n. 1926 - Brookfield, † 2018)
- Gene Brown, cestista statunitense (San Francisco, n. 1935 - † 2020)
- Geno Crandall, cestista statunitense (Minneapolis, n. 1996)
- Gene Dyker, cestista statunitense (Chicago, n. 1930 - Chicago, † 1966)
- Eugene Edgerson, ex cestista statunitense (New Orleans, n. 1978)
- Ray Ellefson, cestista statunitense (Brookings, n. 1922 - Sioux Falls, † 1994)
- Gene Gallette, cestista statunitense (San Francisco, n. 1919 - San Francisco, † 1976)
- Gene Guarilia, cestista statunitense (Old Forge, n. 1937 - Duryea, † 2016)
- Pooh Jeter, ex cestista statunitense (Los Angeles, n. 1983)
- Goo Kennedy, cestista statunitense (Charlotte, n. 1949 - † 2020)
- Gene Lalley, cestista statunitense (Des Moines, n. 1922 - Los Angeles, † 1972)
- Eugene Lawrence, cestista statunitense (Brooklyn, n. 1986)
- Junie Lewis, ex cestista statunitense (Abington, n. 1966)
- Gene Littles, cestista, allenatore di pallacanestro e dirigente sportivo statunitense (Washington, n. 1943 - † 2021)
- Boris Mbala, cestista camerunese (Yaoundé, n. 1996)
- Eugene McDowell, cestista statunitense (Cross City, n. 1963 - Orlando, † 1995)
- Gene Melchiorre, cestista statunitense (Highland Park, n. 1927 - Highland Park, † 2019)
- Gene Moore, ex cestista statunitense (St. Louis, n. 1945)
- Gene Ollrich, cestista statunitense (Hammond, n. 1922 - San Luis Obispo, † 2008)
- Eugene Omoruyi, cestista nigeriano (Benin City, n. 1997)
- Eugene Parker, cestista e procuratore sportivo statunitense (Fort Wayne, n. 1956 - Fort Wayne, † 2016)
- Eugene Phelps, cestista statunitense (Los Angeles, n. 1990)
- Gene Rhodes, cestista, allenatore di pallacanestro e dirigente sportivo statunitense (St. Louis, n. 1927 - Louisville, † 2018)
- Gene Rizak, cestista e allenatore di pallacanestro canadese (Windsor, n. 1938 - Moose Jaw, † 2020)
- Gene Rock, cestista statunitense (Caruthers, n. 1921 - San Diego, † 2002)
- Gene Short, cestista statunitense (Macon, n. 1953 - Houston, † 2016)
- Gene Shue, cestista, allenatore di pallacanestro e dirigente sportivo statunitense (Baltimora, n. 1931 - Marina del Rey, † 2022)
- Eugene Spates, ex cestista statunitense (Dallas, n. 1987)
- Gene Stump, cestista statunitense (Blue Island, n. 1925 - West Palm Beach, † 2014)
- Bumper Tormohlen, cestista e allenatore di pallacanestro statunitense (Holland, n. 1937 - Spring Hill, † 2018)
- Gene Wiley, ex cestista statunitense (Wichita, n. 1937)
- Gene Williams, ex cestista statunitense (San Francisco, n. 1947)

## Chitarristi(1)
- Eugene Chadbourne, chitarrista e suonatore di banjo statunitense (Mount Vernon, n. 1954)

## Ciclisti su strada(1)
- Eugene Charlier, ciclista su strada belga (Gand, n. 1880 - Liegi, † 1963)

## Comici(1)
- Eugene Mirman, comico, scrittore e doppiatore russo (Mosca, n. 1974)

## Compositori(1)
- Eugene O'Brien, compositore statunitense (Paterson, n. 1945)

## Compositori di scacchi(1)
- Eugene Beauharnais Cook, compositore di scacchi statunitense (New York, n. 1830 - Hoboken, † 1915)

## Contrabbassisti(1)
- Eugene Wright, contrabbassista statunitense (Chicago, n. 1923 - Los Angeles, † 2020)

## Criminali(1)
- Eugenia Falleni, criminale australiano (Livorno, n. 1875 - Sydney, † 1938)

## Critici cinematografici(1)
- Gene Siskel, critico cinematografico, giornalista e conduttore televisivo statunitense (Chicago, n. 1946 - Evanston, † 1999)

## Danzatori(2)
- Eugene Loring, danzatore, coreografo e insegnante statunitense (Milwaukee, n. 1911 - Kingston, † 1982)
- Gene Nelson, ballerino, attore e cantante statunitense (Astoria, n. 1920 - Los Angeles, † 1996)

## Direttori d'orchestra(2)
- Eugene Migliaro Corporon, direttore d'orchestra statunitense (n. 1947)
- Eugene Ormandy, direttore d'orchestra e violinista ungherese (Budapest, n. 1899 - Filadelfia, † 1985)

## Direttori della fotografia(1)
- Eugene Gaudio, direttore della fotografia italiano (Cosenza, n. 1886 - Los Angeles, † 1920)

## Drammaturghi(2)
- Eugene O'Neill, drammaturgo statunitense (New York, n. 1888 - Boston, † 1953)
- Eugene Walter, commediografo statunitense (Cleveland, n. 1874 - Hollywood, † 1941)

## Economisti(1)
- Eugene Fama, economista statunitense (Boston, n. 1939)

## Filologi(1)
- Eugene Aram, filologo classico inglese (Ramsgill, n. 1704 - York, † 1759)

## Fisici(2)
- Eugene Gross, fisico statunitense (New York, n. 1926 - Boston, † 1991)
- Eugene Wigner, fisico e matematico ungherese (Budapest, n. 1902 - Princeton, † 1995)

## Fotografi(1)
- Eugene Richards, fotografo statunitense (Dorchester, n. 1944)

## Geologi(1)
- Eugene Shoemaker, geologo statunitense (Los Angeles, n. 1928 - Alice Springs, † 1997)

## Giavellottisti(1)
- Eugene Oberst, giavellottista, giocatore di football americano e allenatore di football americano statunitense (Owensboro, n. 1901 - Cleveland, † 1991)

## Giocatori di baseball(1)
- Gene Moore, giocatore di baseball statunitense (Lancaster, n. 1909 - Jackson, † 1978)

## Giocatori di football americano(9)
- Eugene Chung, ex giocatore di football americano statunitense (Contea di Prince George's, n. 1969)
- T.Y. Hilton, giocatore di football americano statunitense (Miami, n. 1989)
- Gene Kiniski, giocatore di football americano e wrestler canadese (Edmonton, n. 1928 - Blaine, † 2010)
- Eugene Monroe, giocatore di football americano statunitense (Plainfield, n. 1987)
- Mercury Morris, giocatore di football americano statunitense (Pittsburgh, n. 1947 - Palm Beach, † 2024)
- Eugene Robinson, ex giocatore di football americano statunitense (Hartford, n. 1963)
- Gene Ronzani, giocatore di football americano e allenatore di football americano statunitense (Iron Mountain, n. 1909 - Lac du Flambeau, † 1975)
- Geno Smith, giocatore di football americano statunitense (Miramar, n. 1990)
- Gene Upshaw, giocatore di football americano statunitense (Robstown, n. 1945 - Lake Tahoe, † 2008)

## Giocatori di poker(1)
- Eugene Katchalov, giocatore di poker ucraino (Kiev, n. 1981)

## Hockeisti su ghiaccio(1)
- Gene Grazia, hockeista su ghiaccio statunitense (West Springfield, n. 1934 - Pompano Beach, † 2014)

## Illustratori(2)
- Gene Bilbrew, illustratore e fumettista statunitense (Los Angeles, n. 1923 - Manhattan, † 1974)
- Gene Deitch, illustratore, animatore e disegnatore ceco (Chicago, n. 1924 - Praga, † 2020)

## Ingegneri(3)
- Eugene Houdry, ingegnere meccanico e inventore francese (Domont, n. 1892 - Upper Darby, † 1962)
- Eugene F. Kranz, ingegnere statunitense (Toledo, n. 1933)
- Eugene Stoner, ingegnere e inventore statunitense (Palm City, n. 1922 - Palm City, † 1997)

## Insegnanti(1)
- Eugene Ulrich, docente statunitense (Louisville, n. 1938)

## Inventori(1)
- Eugene Polley, inventore statunitense (Chicago, n. 1915 - Downers Grove, † 2012)

## Ittiologi(1)
- Eugene Kornel Balon, ittiologo e scrittore canadese (Orlová, n. 1930 - Guelph, † 2013)

## Linguisti(2)
- Eugene Garfield, linguista e editore statunitense (New York, n. 1925 - Filadelfia, † 2017)
- Eugene Nida, linguista e traduttore statunitense (Oklahoma City, n. 1914 - Madrid, † 2011)

## Mafiosi(1)
- Gene Gotti, mafioso statunitense (New York City, n. 1946)

## Medici(2)
- Eugene Aksenoff, medico giapponese (Harbin, n. 1924 - Tokyo, † 2014)
- Eugene Braunwald, medico austriaco (Vienna, n. 1929)

## Militari(2)
- Eugene Esmonde, militare e aviatore inglese (Thurgoland, n. 1909 - Stretto di Dover, † 1942)
- Eugene Sledge, militare statunitense (Mobile, n. 1923 - Montevallo, † 2001)

## Montatori(1)
- Gene Havlick, montatore statunitense (Enid, n. 1894 - Los Angeles, † 1959)

## Musicisti(2)
- Cheetah Chrome, musicista statunitense (Cleveland, n. 1955)
- Buddy Moss, musicista, cantante e cantautore statunitense (Contea di Warren, n. 1914 - Atlanta, † 1984)

## Oboisti(1)
- Eugene Izotov, oboista russo (n. 1973)

## Personaggi televisivi(1)
- Gene Okerlund, personaggio televisivo, conduttore televisivo e disc jockey statunitense (Robbinsdale, n. 1942 - Sarasota, † 2019)

## Pianisti(1)
- Eugene Istomin, pianista statunitense (New York City, New York, n. 1925 - Washington, † 2003)

## Piloti motociclistici(2)
- Eugene Laverty, pilota motociclistico britannico (Toome, n. 1986)
- Eugene McManus, pilota motociclistico britannico (Whiteabbey, n. 1972)

## Pittori(2)
- Eugene James Martin, pittore statunitense (Washington, n. 1938 - Lafayette, † 2005)
- Eugene Spiro, pittore tedesco (Breslavia, n. 1874 - New York City, † 1972)

## Politici(10)
- Eugene Victor Debs, politico, sindacalista e attivista statunitense (Terre Haute, n. 1855 - Elmhurst, † 1926)
- Eugene McCarthy, politico e poeta statunitense (Watkins, n. 1916 - Washington, † 2005)
- Ben Quayle, politico e avvocato statunitense (Fort Wayne, n. 1976)
- Eugene Rhuggenaath, politico olandese (n. 1970)
- Eugene Scalia, politico statunitense (Cleveland, n. 1963)
- Eugene Schmitz, politico e musicista statunitense (San Francisco, n. 1864 - San Francisco, † 1928)
- E. Clay Shaw, Jr., politico statunitense (Miami, n. 1939 - Fort Lauderdale, † 2013)
- Eugene Talmadge, politico statunitense (Forsyth, n. 1884 - Atlanta, † 1946)
- Eugene Van Antwerp, politico statunitense (Detroit, n. 1889 - Detroit, † 1962)
- Eugene Vindman, politico e ex militare statunitense (Kiev, n. 1975)

## Psicologi(2)
- Eugene Galanter, psicologo statunitense (Filadelfia, n. 1924 - New York, † 2016)
- Eugene Landy, psicologo statunitense (Pittsburgh, n. 1934 - Honolulu, † 2006)

## Registi(3)
- Eugene Forde, regista statunitense (Providence, n. 1898 - Port Hueneme, † 1986)
- Eugene Jarecki, regista, sceneggiatore e produttore cinematografico statunitense (n. 1969)
- Eugene Moore, regista e attore statunitense

## Sassofonisti(2)
- Gene Ammons, sassofonista statunitense (Chicago, n. 1925 - Chicago, † 1974)
- Earl Bostic, sassofonista statunitense (Tulsa, n. 1913 - Rochester, † 1965)

## Scacchisti(1)
- Eugene Delmar, scacchista statunitense (New York, n. 1841 - New York, † 1909)

## Sceneggiatori(2)
- Eugene Mullin, sceneggiatore e regista statunitense (New York, n. 1894 - New York, † 1967)
- Gene Roddenberry, sceneggiatore e produttore televisivo statunitense (El Paso, n. 1921 - Santa Monica, † 1991)

## Scenografi(2)
- Gene Allen, scenografo statunitense (Los Angeles, n. 1918 - Newport Beach, † 2015)
- Eugene Lee, scenografo statunitense (Beloit, n. 1939 - Providence, † 2023)

## Schermidori(1)
- Gene Glazer, ex schermidore statunitense (New York, n. 1939)

## Scrittori(3)
- Eugene Field, scrittore e poeta statunitense (Saint Louis, n. 1850 - Chicago, † 1895)
- Eugene Jolas, scrittore, critico letterario e traduttore statunitense (Union City, n. 1894 - Parigi, † 1952)
- Gore Vidal, scrittore, saggista e sceneggiatore statunitense (West Point, n. 1925 - Los Angeles, † 2012)

## Sociologi(1)
- Eugene Trivizas, sociologo e scrittore greco (Atene, n. 1946)

## Statistici(1)
- Eugene Lukacs, statistico ungherese (Szombathely, n. 1906 - Washington, † 1987)

## Tennisti(2)
- Eugene Russo, ex tennista australiano
- Gene Scott, tennista statunitense (New York, n. 1937 - Rochester, † 2006)

## Tenori(1)
- Eugene Conley, tenore statunitense (Lynn, n. 1908 - Denton, † 1981)

## Traduttori(1)
- Eugene H. Peterson, traduttore e teologo statunitense (Washington, n. 1932 - Lakeside, † 2018)

## Velocisti(2)
- Eugene Amo-Dadzie, velocista britannico (Rainham, n. 1992)
- Eugene Omalla, velocista olandese (Zoetermeer, n. 2000)

## Violinisti(2)
- Eugene Fodor, violinista statunitense (Denver, n. 1950 - Contea di Arlington, † 2011)
- Eugene Gore, violinista statunitense

## Wrestler(2)
- Gene Anderson, wrestler statunitense (Saint Paul, n. 1939 - Huntersville, † 1991)
- Gene Snitsky, wrestler statunitense (Nesquehoning, n. 1970)

## Senza attività specificata(3)
- Eugene Allen, statunitense (Scottsville, n. 1919 - Takoma Park, † 2010)
- Eugene De Rosa, italiano (Calabria, n. 1894)
- Eugene Rabinowitch, biofisico e attivista russo (San Pietroburgo, n. 1901 - Washington, † 1973)